# Benjamín Aceval
Benjamín Aceval Marín (Assunção, 30 de dezembro de 1845 - id. 25 de julho de 1900) foi um diplomata, educador e estadista paraguaio. Passou a maior parte de sua juventude na Argentina, onde concluiu seus estudos de direito em 1873. Em 1874 foi ministro da justiça no governo de Juan Bautista Gill.
De 1877 a março de 1879, foi ministro plenipotenciário em missão especial em Washington D.C. e representou o governo de Higinio Uriarte na disputa do Chaco Boreal com a Argentina, após a Guerra da Tríplice Aliança. O presidente dos Estados Unidos Rutherford B. Hayes, atuando como árbitro, concedeu a região ao Paraguai por meio do Laudo Hayes.
Em 1886, foi Ministro das Relações Exteriores no governo de Patricio Escobar.
Em 16 de fevereiro de 1887, negociou com o plenipotenciário boliviano Isaac Tamayo (pai do poeta e político boliviano Franz Tamayo) o abortado Tratado Aceval-Tamayo.
Faleceu devido a uma epidemia de peste bubônica que atingiu Assunção.
Benjamín Aceval, uma cidade do departamento de Presidente Hayes, foi nomeada em sua homenagem.